# Szathmáry Lilla
Szathmáry Lilla (Pápa, 1944. július 3. –) orgonaművész, karnagy.

## Életrajz
A Liszt Ferenc Zeneművészeti Egyetemen (korábbi, ismertebb neve: Zeneakadémia) elvégezte a középiskolai énektanárképző és karvezető szakot, Gergely Ferenc tanítványaként pedig orgonaművészi diplomát nyert 1968-ban. 1980-tól a Bartók Béla Zeneművészeti Szakközépiskola és Gimnázium (Budapest) tanára. Hangversenyeinek programján főként Johann Sebastian Bach orgonaművei szerepelnek. Testvére Szathmáry Zsigmond (1939. április 28. –) zeneszerző, orgonaművész.